# Andreas Asp
Andreas Asp, född 18 november 1985 i Nyköping, är en svensk handbollsspelare. Till vardags spelar han i IFK Tumba. 
Han har tidigare spelat i elitserien med IFK Skövde. Han värvades till Skövde 2009 från IFK Nyköping, som är hans moderklubb. Efter flera års skadeproblem var Asp till slut tillbaka på handbollsplanen, och säsongen 2008/2009 slog han målrekordet i division 1 när han gjorde 221 mål på 24 matcher för sin dåvarande klubb Nyköping.